# Sport breton
Ne doit pas être confondu avec Sport en Bretagne, jeux traditionnels bretons ou Jeux et sports athlétiques bretons.
Le sport breton désigne l'ensemble des pratiques sportives traditionnelles et modernes associées à la Bretagne, région située dans le nord-ouest de la France. Ces activités reflètent l'héritage culturel et historique de la région, tout en s'adaptant aux évolutions contemporaines du monde sportif.
Les sports bretons comprennent à la fois des disciplines ancestrales comme le gouren (lutte bretonne), le palet ou le boultenn (lancer de boules plombées), et des sports plus récents ayant connu un développement particulier en Bretagne, tels que le football, le cyclisme ou la voile. Certains de ces sports sont étroitement liés à l'identité culturelle bretonne et font l'objet d'efforts de préservation et de promotion.

## Sports et loisirs traditionnels

### Le gouren
Cette lutte est pratiquée essentiellement en Bretagne.
Le Gouren a une fédération créée en 1981 à Cléden-Poher dans le Finistère, et qui est en fait la synthèse des deux anciennes fédérations, FALSAB et BAG.
La victoire, le lamm, est proclamée lorsqu'un lutteur parvient à mettre son adversaire sur le dos avant tout autre partie du corps et du corps de son adversaire. Les projections sont réalisées à l'aide de techniques de bras et de jambes. Les combats ont une durée de sept minutes.
Les concurrents sont pieds nus et portent une tenue constituée par :
- un bragoù (short serré au-dessous du genou)
- une chemise de toile à manches courtes serrée à la ceinture

#### Histoire
À l'origine, ce sport était principalement pratiqué par les nobles et les soldats. Par la suite, les classes populaires se l'approprièrent. Au début du XXe siècle, ce sport encore populaire, comme lors des fêtes paroissiales, fut partiellement rénové.
Aujourd’hui le gouren est organisé, il y a une fédération sportive, des clubs (les skolioù Gouren). Tous les deux ans se tient un championnat d’Europe.
Le gouren a gardé ses attaches culturelles. Ainsi, l'été on le retrouve dans des rassemblements à côté de la musique et de la danse.

### Le palet sur terre
Ce jeu sportif était pratiqué essentiellement en centre Bretagne mais aujourd'hui on peut noter un intérêt croissant pour ce jeu.
Ce jeu se joue soit à un contre un ou alors par face à face de deux équipes, de même nombre de joueurs.
Pour y jouer il faut deux disques d'environ 5 centimètres de diamètre et d'un centimètre d'épaisseur, par joueur. Un troisième disque, plus petit ou de taille égal, remplit le rôle de cible.
L'allée mesure environ 20 mètres de longueur. A chacune de ses extrémités est réalisé un petit monticule de terre à pan légèrement incliné, permettant de mieux visualiser le jeu. La distance entre chaque cible est de 17 m.
C'est sur l'un de ces monticules qu'est disposé le « maître » que les joueurs devront atteindre depuis l'extrémité opposée du terrain.
Le joueur ou l'équipe qui débute la partie est désigné par tirage au sort.
Tour à tour, les joueurs des deux équipes lancent leurs deux palets.
L'équipe gagnante est celle qui compte le plus grand nombre de palets à proximité de la cible.
Le tour suivant sera alors débuté par le perdant du tour précédent.
La partie se termine lorsqu'une équipe a atteint l'objectif de points donné en début de partie.

### La galoche Bigoudène
Ce jeu sportif est une variante plus complexe et tactique du jeu de palet, qui se joue avec trois palets, et une galoche sur laquelle est posée un liper, qui est la cible du jeu.

### Le boultenn
Le boultenn est un mot breton qui signifie chasser les boules en français.

## Sports et loisirs de masse
Les trois sports de masse les plus populaires en Bretagne sont le football, le cyclisme, et la voile.

### La voile
La voile et les sports nautiques font partie intégrante du sport et des loisirs en Bretagne. Des grands noms de la voile française sont sortis des écoles de voiles de Bretagne.
Une des écoles de voile les plus connues est celle des Glénans située de l'archipel homonyme.

### La randonnée
Plusieurs randonnées sont organisées chaque année à l'échelle de plusieurs départements telle celle renouant avec la tradition du Tro Breizh.
Tous les chefs-lieux de canton et bien d'autres communes ont une association de randonnée pédestre : « La balade à pied est un élément majeur de l'art de vivre en Bretagne. » 